# Sonate K. 281
Pour la sonate de Mozart, voir Sonate pour piano no 3 de Mozart.
La sonate K. 281 (F.229/L.56) en ré majeur est une œuvre pour clavier du compositeur italien Domenico Scarlatti.

## Présentation
La sonate K. 281 en ré majeur, notée Andante, de style plutôt solennel, forme une paire avec la sonate suivante,.

## Manuscrits
Le manuscrit principal est le numéro 16 du volume V (Ms. 9776) de Venise (1753), copié pour Maria Barbara ; les autres sont Parme VII 10 (Ms. A. G. 31412), Münster IV 3 (Sant Hs 3967) et Vienne B 3 (VII 28011 B).

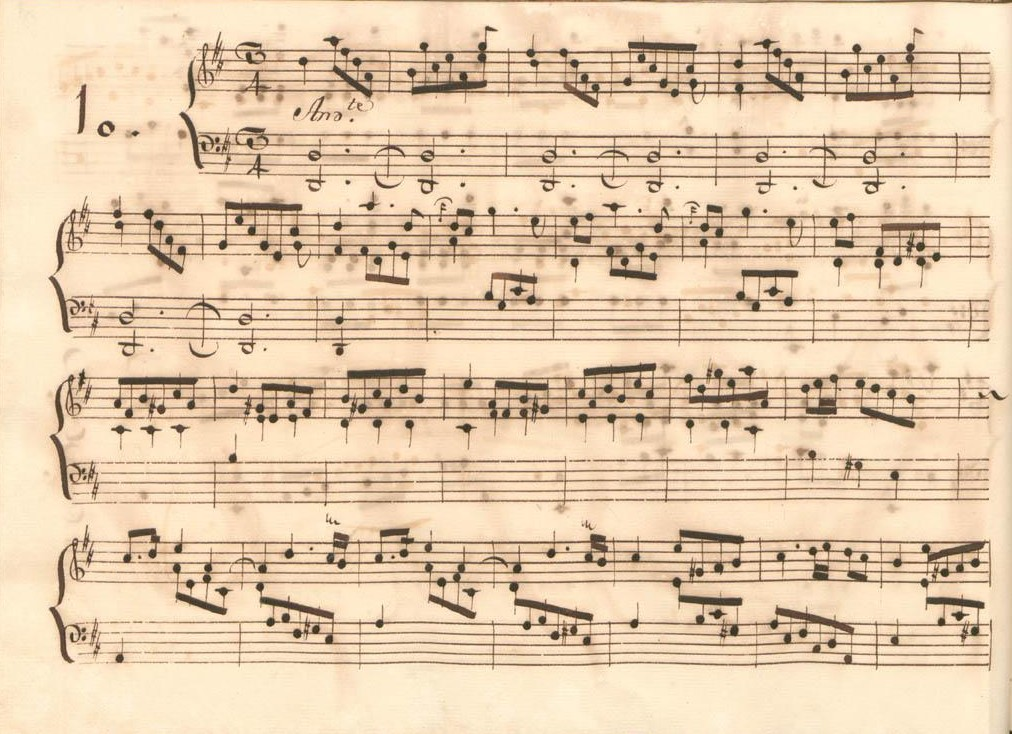
Parme VII 10.
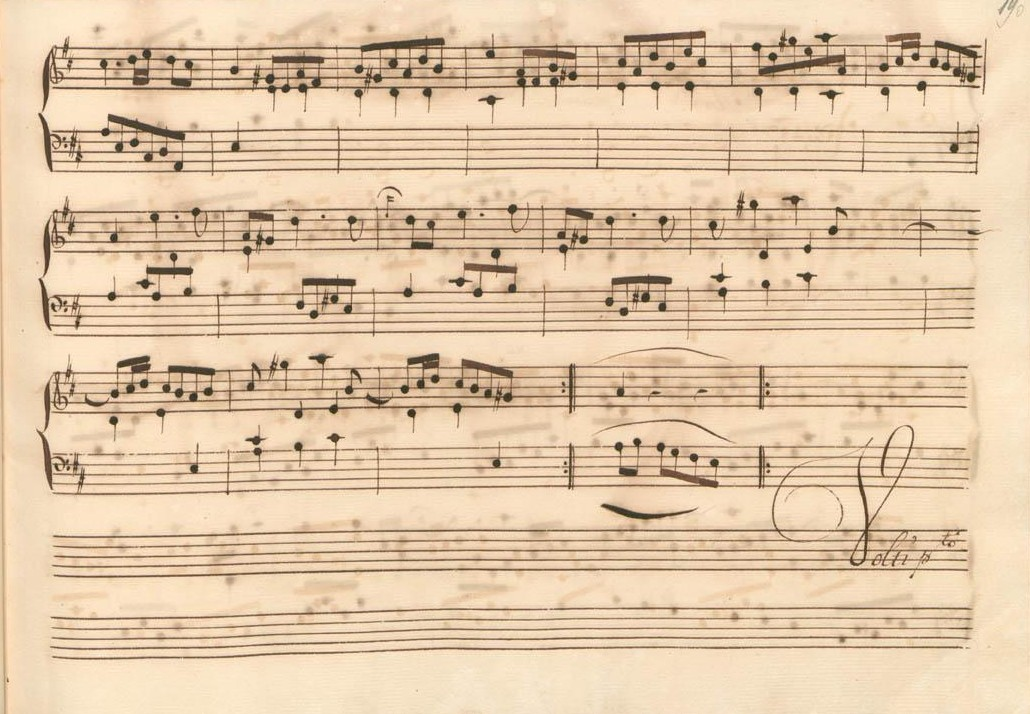
Parme VII 10 (fin de la première section).
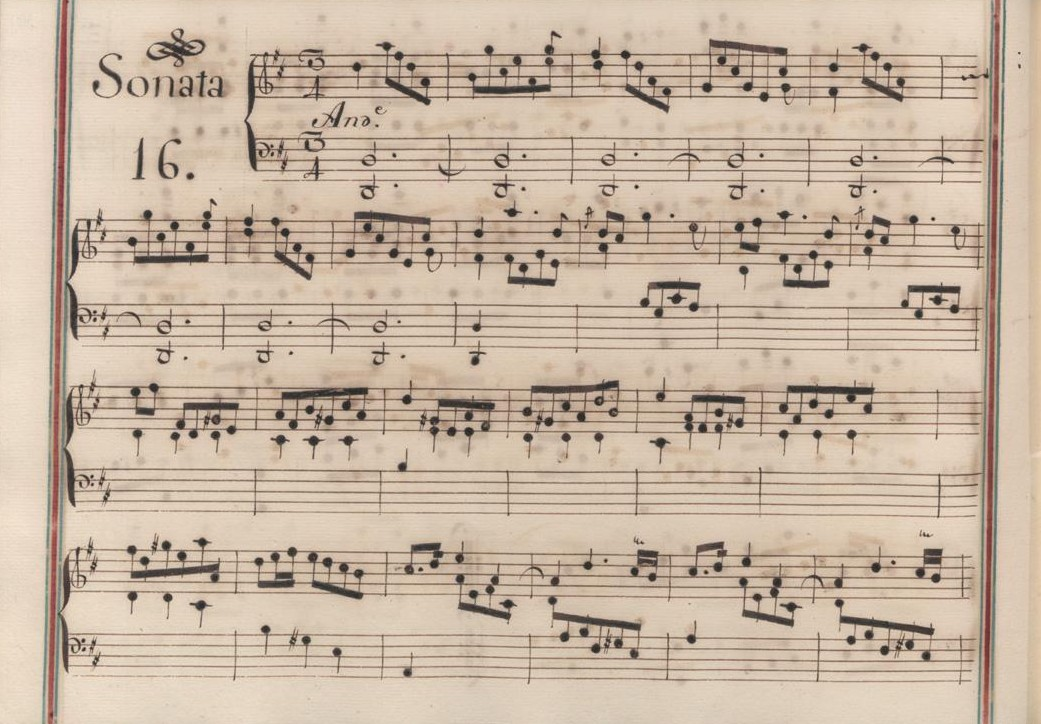
Venise V 16.

## Interprètes
La sonate K. 281 est défendue au piano notamment par Carlo Grante (2012, Music & Arts, vol. 3) et Pascal Pascaleff (2020, Naxos, vol. 25) ; au clavecin par Wanda Landowska, Scott Ross (1985, Erato), Władysław Kłosiewicz (1997, CD Accord), Richard Lester (2002, Nimbus, vol. 2) et Pieter-Jan Belder (Brilliant Classics). Andrea Marcon (1996, Divox) et Nicola Reniero (2016, Brilliant Classics) l'interprètent à l'orgue.

## Sources
: document utilisé comme source pour la rédaction de cet article.
- Ralph Kirkpatrick (trad. de l'anglais par Dennis Collins), Domenico Scarlatti, Paris, Lattès, coll. « Musique et Musiciens », 1982 (1re éd. 1953 (en)), 493 p. (ISBN 978-2-7096-0118-4, OCLC 954954205, BNF 34689181).
- Alain de Chambure, « Domenico Scarlatti : Intégrale des sonates — Scott Ross », Erato (2564-62092-2), 1985 (OCLC 891183737) .
- (en) Carlo Grante, « Domenico Scarlatti, intégrale des sonates pour clavier (vol. 3) », Music & Arts (CD-1292), 2013 (OCLC 907929504) .